# Pfroslkopf
Der Pfroslkopf ist ein 3148 m ü. A. hoher Berg im Glockturmkamm der Ötztaler Alpen im österreichischen Bundesland Tirol.

## Lage und Umgebung
Der Pfroslkopf dominiert mit seiner Höhe die nördliche Hälfte des Glockturmkammes, erst der über 5 km weiter südlich liegende, 3170 m ü. A. hohe Plattigkopf weist eine größere Höhe auf. An der Nordflanke des Berges befindet sich der Rest eines Gletschers, der sogenannte Fallende Bachferner. Benachbarte Berge sind im Nordosten die Rifekarspitzen mit 3004 m bzw. 3001 m Höhe und im Süden, durch das 2850 m hohe Halsle getrennt, der 3066 m hohe Tauferer Kopf oder  Tauferer Karle.

## Touristische Erschließung
Der Pfroslkopf wird aufgrund seiner abgelegenen Lage eher selten bestiegen. Die unbewirtschaftete, am Aachener Höhenweg gelegene, Anton-Renk-Hütte kann als Stützpunkt dienen. Von dort aus kann der Gipfel des Pfroslkopfes über den Nordost- oder den Nordwestgrat in 2–3 Stunden erreicht werden. Beide Anstiege sind alpinistisch eher einfach und liegen im Bereich einer anspruchsvollen Alpinwanderung (T4 bis T5). Der Gipfel kann auch im Winter im Rahmen einer anspruchsvollen Skitour bestiegen werden.